# Von nah und fern
Von nah und fern ist das erste Videoalbum der Südtiroler Deutschrock-Band Frei.Wild. Es erschien am 30. April 2007 über das Label Asphalt Records. Die DVD ist von der FSK ab 12 Jahren freigegeben.

## Inhalt
Das Album beinhaltet Videomitschnitte von zwei Konzerten der Band. So sind Aufnahmen vom Jubiläumsfestival am 22. April 2006 in der Eishalle in Brixen und vom Benefizkonzert Rockbands helfen am 2. Dezember 2006 in Magdeburg enthalten. Dabei spielte die Gruppe Lieder ihrer bis zu diesem Zeitpunkt veröffentlichten Studioalben. Als Zusatzmaterial befinden sich Interviews und Backstage-Szenen sowie Fotos und der neue Song Der Tod, er holt uns alle, der 2008 auf dem Album Gegen alles, gegen nichts erschien, auf der DVD.

## Covergestaltung
Das Albumcover ist in den Farben Schwarz, Weiß und Grün gehalten. Es zeigt die vier Bandmitglieder in Grüntönen an ihren Instrumenten. Im oberen Teil befinden sich der Titel Von nah und fern sowie der typische Frei.Wild-Schriftzug in Weiß. Darunter steht die Anmerkung Live 2006 in Brixen & Magdeburg + Bonus Material in Schwarz.

## Titelliste
| #  | Titel                                | Länge |
| -- | ------------------------------------ | ----- |
| 1  | Zerschlag dein Eis des Herzens       | 4:27  |
| 2  | Frei.Wild                            | 2:46  |
| 3  | Ich lache über dich                  | 4:24  |
| 4  | Mach das Beste draus                 | 3:14  |
| 5  | Mensch oder Gott                     | 3:50  |
| 6  | Brüderlein zum Wohl                  | 3:07  |
| 7  | Südtirol                             | 5:24  |
| 8  | Alkohol                              | 3:46  |
| 9  | Wie oft soll’n wir dir’s noch sagen? | 4:27  |
| 10 | Der aufrechte Weg                    | 4:59  |
| 11 | Weiter immer weiter                  | 4:42  |
| 12 | Schwarz & Weiss                      | 4:14  |
| 13 | Das Land der Vollidioten             | 4:38  |
| 14 | Frei.Wild’s Ländereien               | 4:26  |
| 15 | Interview + Hinter den Kulissen      | 21:30 |
| 16 | Fotos                                | 31:30 |
| 17 | Der Tod, er holt uns alle            | 3:12  |